# Từ Văn, Trạm Giang
Từ Văn (chữ Hán giản thể: 徐闻县, âm Hán Việt: Từ Văn huyện) là một huyện thuộc địa cấp thị Trạm Giang, tỉnh Quảng Đông, Cộng hòa Nhân dân Trung Hoa. Huyện Từ Văn có diện tích 1780 km², dân số 670.000 người. Mã số bưu chính của Từ Văn là 524100, chính quyền nhân dân huyện đóng ở trấn Từ Thành. Về mặt hành chính, huyện Từ Văn được chia thành 14 trấn, 2 hương.
- Trấn: Từ Thành, Hoà An, Khúc Giới, Cẩm Hòa, Tân Liêu, Hạ Dương, Tiền Sơn, Long Đường, Hải An, Mại Trần, Tây Liên, Hạ Kiều, Nam Sơn, Ngoại La.
- Hương: Thành Bắc, Giác Vĩ.